# 1700 w sztukach plastycznych

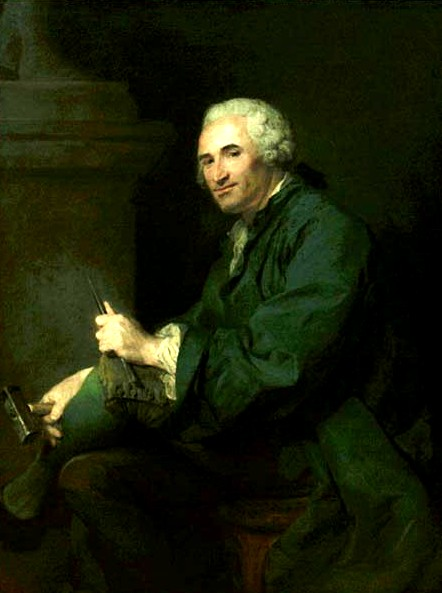
Jean-Baptiste Perronneau, Portret Lamberta-Sigisberta Adama

Wydarzenia w sztukach plastycznych i wizualnych w 1700 roku.

## Urodzili się
- 26 maja – Luigi Vanvitelli, włoski architekt[1].
- 25 września – Gaetano Zompini, włoski grafik.
- 10 października – Lambert-Sigisbert Adam, francuski rzeźbiarz[2].

## Zmarli
- 4 marca – Lorenzo Pasinelli, włoski malarz[3].
- 7 listopada – Pietro Santi Bartoli, włoski grafik[4].